# Andorra nos Jogos Olímpicos da Juventude
Andorra estreou-se nos Jogos Olímpicos da Juventude na sua primeira edição (Verão de 2010). A sua primeira medalha (Bronze) foi conquistada na primeira edição de Inverno (2012).

## Quadro de Medalhas

### Medalhas por Jogos de Inverno
| Jogos          | Ouro | Prata | Bronze | Total |
| Innsbruck 2012 | 0    | 0     | 1      | 1     |
| Total          | 0    | 0     | 1      | 1     |

### Medalhas por Esportes
| Esporte      | Ouro | Prata | Bronze | Total |
| Esqui alpino | 0    | 0     | 1      | 1     |
| Total        | 0    | 0     | 1      | 1     |

## Medalhistas
| Edição                     | Medalha | Nome               | Esporte      | Evento            |
| -------------------------- | ------- | ------------------ | ------------ | ----------------- |
| Inverno de 2012 (1 Bronze) | Bronze  | Joan Verdu Sanchez | Esqui alpino | Super G masculino |